# ماو هوسويا
ماو هوسويا (باليابانية: 細谷 真大) (مواليد 7 سبتمبر 2001) هو لاعب كرة قدم ياباني.

## وصلات خارجية
- ماو هوسويا على موقع رابطة كرة القدم اليابانية للمحترفين (اليابانية)
- ماو هوسويا على موقع إي إس بي إن إف سي (الإنجليزية)
- ماو هوسويا على موقع قاعدة بيانات كرة القدم.إي يو (الإنجليزية)
- ماو هوسويا على موقع ناشيونال فوتبول تيمز (الإنجليزية)
- ماو هوسويا على موقع Soccerbase.com (لاعب) (الإنجليزية)
- ماو هوسويا على موقع Soccerway.com (الإنجليزية)
- ماو هوسويا على موقع عالم كرة القدم.نت (الإنجليزية)